# El Jardín
El Jardín é um município da Salta, na Argentina.

## Localização
Está situada ao sul da província aproximadamente a 350 km de Salta, a que une a rota nacional 9.

## População
Contava com 1.022 habitantes(INDEC, 2001). Representa um aumento de 83,5% a frente do censo anterior, que contava com 557(INDEC, 1991)